# 小鱗吻鰨
小鱗吻鰨為輻鰭魚綱鰈形目鰨亞目鰨科的其中一種，為亞熱帶海水魚，分布於西北太平洋日本海域，體長可達2.4公分，棲息在底層水域，生活習性不明。